# John Howard Griffin
John Howard Griffin (* 16. Juni 1920 in Dallas; † 9. September 1980 in Fort Worth) war ein US-amerikanischer Autor. Er wurde berühmt durch sein Buch Black Like Me (1961): Griffin hatte als Weißer seine Haut künstlich gedunkelt, um die Rassendiskriminierung als Schwarzer zu erfahren.

## Leben
John Howard Griffin wurde als zweites von vier Kindern von John Walter und Lena May (Young) Griffin in Dallas geboren. Er besuchte die R. L. Paschal High School in Fort Worth. Mit 15 verließ er die USA, um seine Ausbildung am Lycée Descartes in Tours in Frankreich fortzusetzen. Danach studierte er Französisch und Literatur an der Universität von Poitiers, Medizin an der École de Médicine und Musik am Conservatoire de Fontainebleau.
Während des Zweiten Weltkrieges diente er 39 Monate im United States Army Air Corps im Südpazifik, wurde verletzt und wegen Tapferkeit ausgezeichnet. Während seiner Stationierung im Pazifik heiratete er eine Einheimische von der Insel Nuni. Entweder als Spätfolge der Verletzung oder wegen eines chronischen Diabetes verlor er von 1946 bis 1957 sein Sehvermögen am linken Auge. Von 1957 bis 1960 arbeitete er als Journalist.
Im Jahre 1952 trat er zum Katholizismus über und wurde Mitglied des Ordens der Karmeliten, genauer des 3. Ordens vom Berge Karmel, der auch Verheirateten offensteht. Für seine zweite Heirat mit Elizabeth Ann Holland am 2. Juni 1953 in Mansfield erhielt er eine eigene Dispens des Vatikans. Das Paar hatte vier Kinder.

## Black like me
Black like me war der Titel des Werkes, das Griffin schlagartig in den USA berühmt machte und bis heute seine Bekanntheit begründet. Im Herbst 1959 bezog Griffin ein Zimmer im Monteleone Hotel (214 Royal Street) in New Orleans. Er nahm Medikamente, die seine Hautfarbe veränderten, setzte sich mehrere Stunden täglich künstlicher Höhensonne aus, rasierte sich den Schädel und verwandelte sich nach und nach in einen Schwarzen. Dann durchkreuzte er sechs Wochen den Süden, fuhr durch Louisiana, Mississippi, Alabama und Georgia – und schrieb auf, was ihm widerfuhr. Seine Erzählungen von der erniedrigenden Behandlung durch Weiße als „Bürger zehnter Klasse“ wurden zuerst in dem Fotojournal Sepia veröffentlicht, einer Publikation, die schwarzen Amerikanern gehörte und für Schwarze publizierte.
Die Reaktion in seiner Heimatstadt Mansfield war heftig – seine Familie erhielt Todesdrohungen, er wurde öffentlich als „Verräter der weißen Rasse“ geschmäht. Griffin, um die Sicherheit seiner Familie fürchtend, zog nach Mexiko, wo er die Erzählungen zu einem Buch mit dem Titel Black like me zusammenfasste.
Die weiße Kritik lobte beim Erscheinen 1961 das Buch, es kletterte in der Folge in die Bestsellerliste. Die schwarzen Kritiker waren deutlich zurückhaltender. Griffin jedenfalls wurde durch das Buch zu einem gefragten Schriftsteller und Lesereisenden.
Die Auflage des Buches liegt bei 10 Millionen, es wurde in 14 Sprachen übersetzt und 1964 mit James Whitmore in der Hauptrolle verfilmt. In Amerika ist es seit seiner Veröffentlichung Teil des Lehrplans an vielen High Schools und Universitäten.

## Werke
Zu seinen Werken zählen:
- The Devil Rides Outside. 1952
- Nuni. 1956
  - Nuni oder Die letzte Freude. Roman. Schünemann, Bremen 1958
- Land of the High Sky. 1959
- Black Like Me. 1961
  - Reise durch das Dunkel. Desch, München/Wien/Basel 1962
- The Church and the Black Man. 1969
- A Time to be Human. 1977